# Piedimonte San Germano
Piedimonte San Germano ist eine italienische Gemeinde in der Provinz Frosinone in der Region Latium mit 6297 Einwohnern (Stand 31. Dezember 2023). Sie liegt 123 km südöstlich von Rom und 45 km südöstlich von Frosinone.

## Geographie
Piedimonte San Germano liegt im fruchtbaren Tal des Liri zwischen dem Monte Cairo im Norden und den Monti Aurunci im Süden. Es liegt seit der Antike an der Via Latina, der heutigen Via Casilina (SS 6).
Während der größte Teil der Gemeinde mit den Ortsteilen Ruscito und Volla sich in der weiten Talebene erstreckt, liegt Piedimonte Alta bereits auf einem Ausläufer des Monte Cairo.
Piedimonte San Germano ist Mitglied der Comunità Montana Valle del Liri.
Die Nachbarorte sind: Belmonte Castello, Cassino, Cervaro, Picinisco, San Biagio Saracinisco, Terelle, Vallerotonda und Villa Latina.

## Verkehr
Piedimonte San Germano liegt direkt an der Autobahn A1/E 45, Ausfahrt Pontecorvo oder Cassino.
Mit dem Bahnhof Piedimonte San Germano  liegt der Ort an der Bahnstrecke Rom – Neapel.

## Geschichte
Im 4. Jahrhundert v. Chr. gründeten die Volsker ein Oppidum am Südabhang des Monte Cairo. Mit der Gründung der Colonie Interamna Lirenas 313 v. Chr. gelangte es unter dem Namen Pesmons in den Herrschaftsbereich der Römer. In der Talebene entstanden Villen und Landgüter.
In der Völkerwanderungszeit zogen sich die Bewohner wieder in den alten, leicht zu verteidigenden Ort zurück. 744 gab der langobardische Herzog von Benevent Gisulf II. den Ort an das Kloster von Montecassino. Nach der Zerstörung durch die Sarazenen 846 bauten die Grafen von Aquino das Kastell Pesmons wieder auf und beanspruchten Piedimonte für sich. Erst 1230 kam es endgültig zu Monte Cassino und teilte dessen Schicksal bis zur Gründung des Königreichs Italien. Bei San Germano ereignete sich 1815 auch die letzte Schlacht des Österreichisch-Neapolitanischen Kriegs, was zur Wiedererrichtung des Königreichs beider Sizilien und der Bourbonenherrschaft führte.
Während der Schlacht um Monte Cassino 1944 wurde Piedimonte komplett zerstört. Ab den 1950er Jahren wurde es modern wieder aufgebaut, wobei die öffentlichen Einrichtungen von Piedimonte Alta ins Tal an die Via Casilina verlegt wurden. Durch die Ansiedlung von Industriebetrieben (FIAT) erfuhr Piedimonte einen wirtschaftlichen Aufschwung.

## Bevölkerungsentwicklung
| Jahr      | 1861 | 1881 | 1901 | 1921 | 1936 | 1951 | 1971 | 1991 | 2001 | 2011 |
| --------- | ---- | ---- | ---- | ---- | ---- | ---- | ---- | ---- | ---- | ---- |
| Einwohner | 2727 | 2533 | 2724 | 3525 | 3336 | 3091 | 3045 | 4668 | 4481 | 6042 |

Quelle ISTAT

## Politik
Gioacchino Ferdinandi (Lista Civica: Piedimonte # Ora) wurde am 16. Juni 2019 als neuer Bürgermeister bestätigt.

## Partnerstädte
- Podkowa Leśna in Masowien

## Wirtschaft
Im Gemeindegebiet liegt ein Fiatwerk, in dem derzeit (2016) Automobile der Marke Alfa Romeo produziert werden.